# Florentská unie

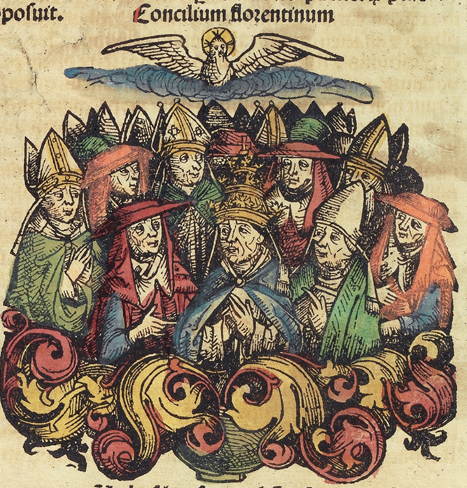
Florentský koncil v Norimberské kronice

Florentská unie je název užívaný pro církevní unii uzavřenou 6. července 1439 ve Florencii. Její podstatou byla dohoda o pomoci západních katolických států Byzantské říši proti Osmanským Turkům. Byzantský lid ji nepřijal, dokonce i někteří světští a církevní hodnostáři, protože v případě úspěšného odražení osmanských Turků by Byzanc musela uznat primát římského papeže a některé katolické prvky, například užívat tzv. filioque. Unie tedy byla Byzantinci zamítnuta, což přispělo k pádu Konstantinopole roku 1453 a následně zániku Byzantské říše samotné.